# Secuencia de apertura
Una secuencia de apertura o intro (apócope de introducción) es una porción de metraje usada en series de televisión, películas o programas de televisión para presentar su título, elenco principal o los miembros de producción usando recursos visuales y auditivos. No debe ser confundida con los créditos de apertura que generalmente no son más que una serie de líneas de texto superpuestas.

## Historia
Desde la invención del cinematógrafo se usaban simples tarjetas con títulos para dar paso a las presentaciones de películas mudas con el objeto de identificar tanto el título de la película como la productora involucrada en ella, así como para señalar el comienzo y final de la película. En el cine mudo esas tarjetas eran usadas para comunicar diálogos y narración, momentos cuando se pudieron ver las primeras secuencias de apertura propiamente dichas, siendo bastante literalmente una serie de tarjetas mostradas al comienzo de la película. La llegada del sonido no alteró apenas esta convención excepto por el hecho de que ahora las tarjetas estaban acompañadas de música. 
Esta convención se mantuvo durante varios años hasta que la llegada de la televisión obligó a los estudios a invertir en el desarrollo cinematográfico para captar a una audiencia en disminución. Los anuncios de épicos "reparto de cientos" en formato de pantalla ancha fueron una respuesta directa a la exitosa invasión de la televisión en el mercado del entretenimiento. Parte del renovado prestigio y aumento de calidad del cine, con orquesta musical que antecedía a la apertura de las cortinas y largas secuencias de apertura, estaban ideadas para provocar un sentido de gravedad contra el que se esperaba que fuera incapaz de competir la televisión. A medida que las secuencias de apertura en el cine fueron creciendo empezaron a involucrarse maestros del diseño gráfico como Saul Bass, que influyeron mucho en los programas de televisión de los años 1960. Los cineastas a comienzos del siglo XXI tienen muchas opciones en lo que respecta a las secuencias de apertura. En algunas películas se superponen títulos de crédito sobre las secuencias de apertura, mientras que otros prefieren eliminar los títulos y elaborar complejas secuencias al final de la película. El ambiente comercial en el que se mueve la televisión alienta a un formato similar y, aunque hay algunas anomalías principalmente debidas a errores técnicos o de producción, no se conoce el programa que no tenga algún tipo de cabecera habitual que le identifique.

### Cine
Desde finales de los años 1950, las secuencias de apertura se han convertido a menudo en un muestrario de diseño e ilustración contemporáneos. Las secuencias de apertura de Saul Bass y Maurice Binder están entre los mejores ejemplos de ello e inspiraron muchos imitadores tanto en cine como en televisión. Más recientemente la aclamada secuencia de apertura de Kyle Cooper para la película Seven (1995) de David Fincher volvió a influir a un amplio número de diseñadores. De todas formas, no es inusual ver una película cuya secuencia de apertura consista en unos títulos de crédito sobre un fondo negro, exactamente como al comienzo del cine.

### Televisión
En general las secuencias de apertura de televisión marcan en algún momento el programa con algún logo tipográfico. Alrededor de este elemento principal se puedan incorporar fragmentos de momentos destacados de anteriores episodios o mostrar al presentador o reparto principal. El acompañamiento musical puede ser instrumental o una canción que ayude a situar el tono del programa. En las series, como la secuencia de apertura se prepara al comienzo de las mismas, normalmente suele incluir escenas de episodios anteriores ya filmados cuando se prepara la secuencia. Pequeñas piezas de los personajes principales pueden culminar en un fotograma congelado en el cual se superpone el nombre del actor. Además puede haber material mostrando el lugar (ciudad, país, edificios o lugares ficticios) donde se desarrolla la serie. La secuencia de apertura puede ser también usada para explicar la premisa de la serie, tradicionalmente usando clips del episodio piloto.
Aunque la secuencia de apertura puede ser modificada durante el transcurso de la serie para incorporar nuevos fragmentos de "momentos estelares" de otros episodios, tiende a permanecer igual en cada temporada. Tanta es la fuerza de una secuencia de apertura a la hora de expresar el concepto de un programa que a veces puede ser el primer elemento que un productor tome como blanco para lograr renovar un programa entre temporadas. Por lo tanto, algunos programas han mostrado diferentes secuencias y bandas sonoras durante su emisión, mientras que en contraste, los programas que mantienen su popularidad por largo tiempo han mantenido sus secuencias de apertura durante décadas con solo pequeñas variaciones. Por el contrario, mantener la secuencia de apertura original puede permitir la posibilidad de cambiar varios elementos en el programa sin perder la identidad del mismo en pantalla. Otras variaciones incluyen cambiar solo la banda sonora pero manteniendo las mismas imágenes o viceversa.
En los telediarios actuales es posible cambiar la secuencia de apertura a diario para incluir material de ese día. Esto permite mantener la secuencia de apertura fresca y a la vez identificar el telediario por su música y estilo visual.

#### Series de televisión que introducen cambios en su secuencia de apertura
Varias series de televisión tienen secuencias que varían ligeramente de un episodio (o temporada) a otro. Algunas de las más famosas son:
- A Nero Wolfe Mystery: Aparece una ilustración y diseño de Aurore Giscard d'Estaing distinto en cada episodio.
- American Dad: El personaje Stan muestra un titular de periódico diferente en cada episodio.
- Battlestar Galactica: Se muestra un contador de supervivientes humanos que va cambiando conforme avanza la serie.
- Charmed: Siempre que uno de los habituales está ausente durante el episodio, también está ausente durante la secuencia de apertura.
- Dave, el bárbaro: Cuando todos van corriendo al interior del castillo, este se derrumba y aparece un objeto relacionado al episodio.
- El crítico: Jay Sherman contesta una llamada de teléfono diferente y se muestra durante su programa mirando un clip de película (paródico) diferente cada vez.
- Ellen: Varios episodios muestran a alguien interpretando el tema de la serie mientras Ellen Degeneres carga un cartel con el título.
- Frasier: El logotipo de "Frasier" cambia en cada temporada y se hicieron 20 animaciones distintas relacionadas con el skyline.
- Friends: Los clips de los personajes son la primera o de la segunda mitad de la temporada. Además, cuando Courteney Cox se casó con David Arquette todos los actores añadieron Arquette a su apellido durante un episodio.
- Futurama: Aparece un texto humorístico diferente debajo del título y además se una parte de un dibujo animado diferente en la pantalla gigante contra la que se estrella la nave de Planet Express.
- Gravity Falls: Únicamente en los últimos tres episodios de la segunda temporada, la apertura cambia de repente y muestra como es Gravity Falls bajo el control del villano Bill Cipher.
- Los padrinos mágicos: La cabeza de Vicky se transforma en algo distinto cada vez.
- Los Simpson: Tienen tres variables principales en sus secuencias de apertura:
  - Gag de la pizarra: Bart escribe una frase diferente en la pizarra del colegio.
  - Solo de saxo: Lisa improvisa un solo de canción distinto con su saxofón antes de que el profesor la expulse de clase.
  - Gag del sofá: La familia Simpson se sienta en el sofá de una forma disparatada distinta cada vez.
- Person of Interest: Hacia el final de la secuencia, aparece siempre brevemente la persona de interés del correspondiente episodio. Además, durante la trama del enfrentamiento con Samaritan, durante varios episodios la secuencia de apertura presenta "glitches".
- Police Squad!: Cada episodio tiene una "estrella invitada" que muere durante la secuencia de apertura y no vuelve a aparecer más.
- Seinfeld: El logotipo de la serie cambia de color y estilo cada temporada.
- The Dick Van Dyke Show: El protagonista se choca con el reposapiés de tres formas distintas de forma aleatoria.
- The Rockford Files: Aparecen diferentes mensajes en el contestador automático de Rockford.
- Weeds (solo en temporadas 2 y 3): La canción Little Boxes es interpretada por un cantante diferente.

## Videojuegos
La animación de introducción, modo de atracción, pantalla de título y secuencia de títulos han sido una parte importante de los videojuegos durante décadas. Sin embargo, solo recientemente las secuencias de títulos de videojuegos han podido igualar la calidad y la fidelidad de las secuencias de títulos de películas y televisión.
Deus Ex: Human Revolution de Eidos-Montréal es un ejemplo reciente de videojuegos triple-A que han empleado secuencias de título de apertura al estilo cinematográfico. El profesor Layton y el futuro perdido tuvo su título apareciendo después del gameplay que se desempeñaba como preámbulo para la historia.